# Tympanoctomys kirchnerorum
Tympanoctomys kirchnerorum е вид бозайник от семейство Лъжливи плъхове (Octodontidae). Видът е описан през 2014 г. и е един от двата в монотипния род Tympanoctomys. Научното име на видът е дадено в чест на двама аржентински президенти – Нестор и Кристина Киршнер

## Разпространение
Разпространен е в Аржентина в части от патагонската провинция Чубут.

## Местообитания
Видът обитава негостоприемни полупустинни местности със засолени почви.

## Описание
Видът е сравнително с малки размери спрямо останалите от семейството. Общата дължина на животните е приблизително 22,2 до 25,6 cm, опашката е с дължина около 11,1 до 11,4 cm, а теглото е 50-74 g.

## Начин на живот
Храни се със халофитна растителност. Раждат около 3 малки.